# Philodromus tiwarii
Philodromus tiwarii là một loài nhện trong họ Philodromidae.
Loài này thuộc chi Philodromus. Philodromus tiwarii được miêu tả năm 1973 bởi Basu.